# Elpidio Valdés
Elpidio Valdés ist der Protagonist einer Reihe kubanischer Zeichentrickfilme. Sein Schöpfer ist der Vater des kubanischen Animationsfilms Juan Padrón. Die Filme zeigen fiktive Geschichten aus dem Unabhängigkeitskampf der Kubaner gegen die Spanier. Produziert werden die Filme durch das ICAIC (Instituto Cubano del Arte e Industria Cinematográficos). Die komödienhaften Episoden richten sich insbesondere an Kinder, aber auch an Erwachsene.

## Filme mit Elpidio Valdés
- Una Aventura de Elpidio Valdés (1974)
- Elpidio Valdés contra el tren militar (1974)
- Elpidio Valdés contra la policía de Nueva York (1976)
- El machete (1975)
- El Clarín mambí (1976)
- Elpidio Valdés asalta el convoy (1976)
- Elpidio Valdés está rodeado (1977)
- Elpidio Valdés encuentra a Palmiche (1977)
- Elpidio Valdés contra los rayadillos (1978)
- Elpidio Valdés fuerza la trocha (1978)
- Elpidio Valdés (Der Rebell mit der Machete) (1979) – (Kinofilm)
- Elpidio Valdés y el fusil (1979)
- Elpidio Valdés contra la cañonera (1980)
- Elpidio Valdés contra dólar y cañón (Elpidio Valdes gegen Dollars und Kanonen) (1983) – (Kinofilm)
- Elpidio Valdés en campaña de verano (1988)
- Elpidio Valdés ¡Capturado! (1988)
- Elpidio Valdés ataca a Jutía Dulce (1988)
- Elpidio Valdés y el 5to de cazadores. (1988)
- Elpidio Valdés y Palmiche contra los lanceros (1989)
- Elpidio Valdés y la abuelita de Weyler (1989)
- Elpidio Valdés se casa (1991)
- Elpidio Valdés conoce a Fito (1992)
- Elpidio Valdés y los inventores (1992)
- Más se perdió en Cuba (1995)
- Contra el águila y el león (1996) – (Kinofilm)
- Elpidio Valdés contra el fortín de hierro (2000)
- Elpidio Valdés se enfrenta a Resóplez (2000)
- Pepe descubre la rueda (2002)
- Elpidio Valdés ataca trancalapuerta (2003)
- Elpidio Valdés ordena misión especial (2015)